# Sudirman Cup 2011
Der Sudirman Cup 2011, die Weltmeisterschaft für gemischte Mannschaften im Badminton, fand in Qingdao in China vom 22. bis 29. Mai 2011 statt. Es wurde in vier Gruppen gespielt, wobei der Weltmeister in Gruppe 1 ermittelt wird. China gewann zum achten Mal den Cup, wobei man vor heimischem Publikum Dänemark im Finale mit 3:0 besiegte.

## Gruppeneinteilung
| 1. China 2. Dänemark 3. Indonesien 4. Chinesisch Taipeh 5. Südkorea 6. Malaysia 7. Thailand 8. Japan 9. Deutschland 10. Indien 11. England 12. Russland | 1. Hongkong 2. Niederlande 3. Frankreich 4. Kanada 5. Singapur 6. USA 7. Ukraine 8. Peru | 1. Bulgarien 2. Vietnam 3. Tschechien 4. Schweden 5. Australien 6. Südafrika 7. Slowakei 8. Sri Lanka | 1. Philippinen 2. Island 3. Israel 4. Seychellen |

## Gruppe 1

### Gruppenphase
| qualifiziert für Viertelfinale |
| ausgeschieden                  |

#### Gruppe 1A
| Team        | Pts | Pld | W | L | MF | MA |
| ----------- | --- | --- | - | - | -- | -- |
| China       | 2   | 2   | 2 | 0 | 9  | 1  |
| Japan       | 1   | 2   | 1 | 1 | 4  | 6  |
| Deutschland | 0   | 2   | 0 | 2 | 2  | 8  |

| 22. Mai 2011 |     |             |
| China        | 4–1 | Deutschland |
| 23. Mai 2011 |     |             |
| Japan        | 4–1 | Deutschland |
| 24. Mai 2011 |     |             |
| China        | 5–0 | Japan       |

|  | Volksrepublik China | – | Deutschland |  |

| Xu Chen / Ma Jin        | Xu Chen / Ma Jin        |  | Michael Fuchs / Birgit Michels        | 21-13 21-11 |
| Lin Dan                 | Lin Dan                 |  | Marc Zwiebler                         | 21-10 21-16 |
| Cai Yun / Fu Haifeng    | Cai Yun / Fu Haifeng    |  | Ingo Kindervater / Johannes Schöttler | 21-14 21-9  |
| Wang Shixian            | Wang Shixian            |  | Juliane Schenk                        | 19-21 16-21 |
| Tian Qing / Zhao Yunlei | Tian Qing / Zhao Yunlei |  | Sandra Marinello / Birgit Michels     | 21-12 21-9  |

|  | Japan | – | Deutschland |  |

| Shintaro Ikeda / Reiko Shiota         | Shintaro Ikeda / Reiko Shiota         |  | Michael Fuchs / Birgit Michels        | 17-21 22-20 21-18 |
| Kenichi Tago                          | Kenichi Tago                          |  | Marc Zwiebler                         | 21-11 21-18       |
| Hirokatsu Hashimoto / Noriyasu Hirata | Hirokatsu Hashimoto / Noriyasu Hirata |  | Ingo Kindervater / Johannes Schöttler | 21-16 16-21 21-15 |
| Eriko Hirose                          | Eriko Hirose                          |  | Juliane Schenk                        | 15-21 21-18 19-21 |
| Miyuki Maeda / Satoko Suetsuna        | Miyuki Maeda / Satoko Suetsuna        |  | Sandra Marinello / Birgit Michels     | 21-16 21-11       |

|  | Volksrepublik China | – | Japan |  |

| Cai Yun / Fu Haifeng  | Cai Yun / Fu Haifeng  |  | Naoki Kawamae / Shoji Sato         | 21-15 21-14 |
| Wang Xin              | Wang Xin              |  | Sayaka Sato                        | 21-12 21-11 |
| Lin Dan               | Lin Dan               |  | Sho Sasaki                         | 22-20 21-19 |
| Wang Xiaoli / Yu Yang | Wang Xiaoli / Yu Yang |  | Shizuka Matsuo / Mami Naito        | 21-15 21-10 |
| Xu Chen / Ma Jin      | Xu Chen / Ma Jin      |  | Hirokatsu Hashimoto / Mizuki Fujii | 21-14 21-10 |

#### Gruppe 1B
| Team       | Pts | Pld | W | L | MF | MA |
| ---------- | --- | --- | - | - | -- | -- |
| Indonesien | 2   | 2   | 2 | 0 | 7  | 3  |
| Malaysia   | 1   | 2   | 1 | 1 | 6  | 4  |
| Russland   | 0   | 2   | 0 | 2 | 2  | 8  |

| 22. Mai 2011 |     |          |
| Indonesien   | 4–1 | Russland |
| 23. Mai 2011 |     |          |
| Malaysia     | 4–1 | Russland |
| 25. Mai 2011 |     |          |
| Indonesien   | 3–2 | Malaysia |

|  | Indonesien | – | Russland |  |

| Fran Kurniawan / Pia Zebadiah    | Fran Kurniawan / Pia Zebadiah    |  | Vitaliy Durkin / Nina Vislova        | 22-24 19-21 |
| Simon Santoso                    | Simon Santoso                    |  | Vladimir Ivanov                      | 21-14 21-9  |
| Mohammad Ahsan / Bona Septano    | Mohammad Ahsan / Bona Septano    |  | Vitaliy Durkin / Alexandr Nikolaenko | 21-15 21-10 |
| Adriyanti Firdasari              | Adriyanti Firdasari              |  | Tatjana Bibik                        | 21-14 21-17 |
| Meiliana Jauhari / Greysia Polii | Meiliana Jauhari / Greysia Polii |  | Valeria Sorokina / Nina Vislova      | 21-3 21-18  |

|  | Malaysia | – | Russland |  |

| Shin Baek-cheol / Goh Liu Ying | Shin Baek-cheol / Goh Liu Ying |  | Alexandr Nikolaenko / Valeria Sorokina | 19-21 18-21       |
| Lee Chong Wei                  | Lee Chong Wei                  |  | Ivan Sozonov                           | 21-9 21-10        |
| Tee Jing Yi                    | Tee Jing Yi                    |  | Anastasia Prokopenko                   | 21-17 21-13       |
| Koo Kien Keat / Tan Boon Heong | Koo Kien Keat / Tan Boon Heong |  | Vladimir Ivanov / Ivan Sozonov         | 21-9 21-17        |
| Chin Eei Hui / Wong Pei Tty    | Chin Eei Hui / Wong Pei Tty    |  | Valeria Sorokina / Nina Vislova        | 21-12 19-21 21-15 |

|  | Indonesien | – | Malaysia |  |

| Mohammad Ahsan / Alvent Yulianto | Mohammad Ahsan / Alvent Yulianto |  | Koo Kien Keat / Tan Boon Heong | 15-21 17-21 |
| Adriyanti Firdasari              | Adriyanti Firdasari              |  | Lydia Cheah Li Ya              | 21-8 21-12  |
| Dionysius Hayom Rumbaka          | Dionysius Hayom Rumbaka          |  | Lee Chong Wei                  | 8-21 8-21   |
| Meiliana Jauhari / Greysia Polii | Meiliana Jauhari / Greysia Polii |  | Chin Eei Hui / Wong Pei Tty    | 23-21 21-14 |
| Fran Kurniawan / Pia Zebadiah    | Fran Kurniawan / Pia Zebadiah    |  | Shin Baek-cheol / Goh Liu Ying | 21-18 21-15 |

#### Gruppe 1C
| Team              | Pts | Pld | W | L | MF | MA |
| ----------------- | --- | --- | - | - | -- | -- |
| Chinesisch Taipeh | 2   | 2   | 2 | 0 | 6  | 4  |
| Indien            | 1   | 2   | 1 | 1 | 5  | 5  |
| Thailand          | 0   | 2   | 0 | 2 | 4  | 6  |

| 22. Mai 2011      |     |          |
| Chinesisch Taipeh | 3–2 | Indien   |
| 23. Mai 2011      |     |          |
| Thailand          | 2–3 | Indien   |
| 24. Mai 2011      |     |          |
| Chinesisch Taipeh | 3–2 | Thailand |

|  | Chinesisch Taipeh | – | Indien |  |

| Lee Sheng-mu / Chien Yu-chin    | Lee Sheng-mu / Chien Yu-chin    |  | Arun Vishnu / Aparna Balan     | 21-17 21-10       |
| Hsueh Hsuan-yi                  | Hsueh Hsuan-yi                  |  | Kashyap Parupalli              | 16-21 13-21       |
| Fang Chieh-min / Lee Sheng-mu   | Fang Chieh-min / Lee Sheng-mu   |  | Rupesh Kumar / Sanave Thomas   | 21-15 21-18       |
| Tai Tzu-ying                    | Tai Tzu-ying                    |  | Saina Nehwal                   | 10-21 21-12 17-21 |
| Cheng Wen-hsing / Chien Yu-chin | Cheng Wen-hsing / Chien Yu-chin |  | Jwala Gutta / Ashwini Ponnappa | 21-15 21-17       |

|  | Thailand | – | Indien |  |

| Bodin Isara / Maneepong Jongjit                     | Bodin Isara / Maneepong Jongjit                     |  | Rupesh Kumar / Sanave Thomas    | 13-21 17-21       |
| Ratchanok Intanon                                   | Ratchanok Intanon                                   |  | Saina Nehwal                    | 21-14 22-20       |
| Boonsak Ponsana                                     | Boonsak Ponsana                                     |  | Kashyap Parupalli               | 21-12 18-21 16-21 |
| Duanganong Aroonkesorn / Kunchala Voravichitchaikul | Duanganong Aroonkesorn / Kunchala Voravichitchaikul |  | Jwala Gutta / Ashwini Ponnappa  | 18-21 21-15 19-21 |
| Sudket Prapakamol / Saralee Thungthongkam           | Sudket Prapakamol / Saralee Thungthongkam           |  | Pranav Chopra / Prajakta Sawant | 21-18 21-7        |

|  | Chinesisch Taipeh | – | Thailand |  |

| Chen Hung-ling / Cheng Wen-hsing | Chen Hung-ling / Cheng Wen-hsing |  | Maneepong Jongjit / Savitree Amitrapai             | 21-9 21-10  |
| Chou Tien-chen                   | Chou Tien-chen                   |  | Boonsak Ponsana                                    | 15-21 15-21 |
| Fang Chieh-min / Lee Sheng-mu    | Fang Chieh-min / Lee Sheng-mu    |  | Songphon Anugritayawon / Bodin Isara               | 21-12 21-18 |
| Cheng Shao-chieh                 | Cheng Shao-chieh                 |  | Ratchanok Intanon                                  | 9-21 17-21  |
| Cheng Wen-hsing / Chien Yu-chin  | Cheng Wen-hsing / Chien Yu-chin  |  | Saralee Thungthongkam / Kunchala Voravichitchaikul | 21-13 21-12 |

#### Gruppe 1D
| Team     | Pts | Pld | W | L | MF | MA |
| -------- | --- | --- | - | - | -- | -- |
| Südkorea | 2   | 2   | 2 | 0 | 7  | 3  |
| Dänemark | 1   | 2   | 1 | 1 | 7  | 3  |
| England  | 0   | 2   | 0 | 2 | 1  | 9  |

| 22. Mai 2011 |     |          |
| Dänemark     | 5–0 | England  |
| 23. Mai 2011 |     |          |
| Südkorea     | 4–1 | England  |
| 25. Mai 2011 |     |          |
| Dänemark     | 2–3 | Südkorea |

|  | Dänemark | – | England |  |

| Joachim Fischer Nielsen / Christinna Pedersen | Joachim Fischer Nielsen / Christinna Pedersen |  | Nathan Robertson / Jenny Wallwork | 17-21 21-15 21-10 |
| Peter Gade                                    | Peter Gade                                    |  | Rajiv Ouseph                      | 21-17 21-17       |
| Mads Conrad-Petersen / Jonas Rasmussen        | Mads Conrad-Petersen / Jonas Rasmussen        |  | Chris Adcock / Andrew Ellis       | 16-21 21-15 23-21 |
| Tine Baun                                     | Tine Baun                                     |  | Elizabeth Cann                    | 21-14 21-18       |
| Kamilla Rytter Juhl / Christinna Pedersen     | Kamilla Rytter Juhl / Christinna Pedersen     |  | Jenny Wallwork / Gabrielle White  | 21-16 21-13       |

|  | Südkorea | – | England |  |

| Lee Yong-dae / Ha Jung-eun    | Lee Yong-dae / Ha Jung-eun    |  | Nathan Robertson / Jenny Wallwork | 19-21 21-17 21-15 |
| Park Sung-hwan                | Park Sung-hwan                |  | Rajiv Ouseph                      | 23-25 16-21       |
| Ko Sung-hyun / Yoo Yeon-seong | Ko Sung-hyun / Yoo Yeon-seong |  | Anthony Clark / Chris Langridge   | 21-16 21-13       |
| Bae Yeon-ju                   | Bae Yeon-ju                   |  | Elizabeth Cann                    | 18-21 21-18 21-8  |
| Ha Jung-eun / Kim Min-jung    | Ha Jung-eun / Kim Min-jung    |  | Jenny Wallwork / Gabrielle White  | 21-9 21-8         |

|  | Dänemark | – | Südkorea |  |

| Thomas Laybourn / Kamilla Rytter Juhl | Thomas Laybourn / Kamilla Rytter Juhl |  | Ko Sung-hyun / Ha Jung-eun   | 17-21 10-21       |
| Peter Gade                            | Peter Gade                            |  | Lee Hyun-il                  | 15-21 21-18 22-20 |
| Mathias Boe / Carsten Mogensen        | Mathias Boe / Carsten Mogensen        |  | Jung Jae-sung / Lee Yong-dae | 23-25 21-16 14-21 |
| Tine Baun                             | Tine Baun                             |  | Sung Ji-hyun                 | 18-21 21-18 21-18 |
| Line Damkjær Kruse / Marie Røpke      | Line Damkjær Kruse / Marie Røpke      |  | Ha Jung-eun / Kim Min-jung   | 10-21 18-21       |

### Endrunde
|  | Viertelfinale     | Viertelfinale |  |  | Halbfinale | Halbfinale |   |  | Finale | Finale |
|  |                   |               |  |  |            |            |   |  |        |        |
|  | 26. Mai           |               |  |  |            |            |   |  |        |        |
|  | China             | 3             |  |  | 28. Mai    | 28. Mai    |   |  |        |        |
|  | Indien            | 1             |  |  | China      | 3          |   |  |        |        |
|  | 26. Mai           | 26. Mai       |  |  | Südkorea   | 1          |   |  |        |        |
|  | Südkorea          | 3             |  |  | 29. Mai    | 29. Mai    |   |  |        |        |
|  | Malaysia          | 2             |  |  | China      | 3          |   |  |        |        |
|  | 27. Mai           | 27. Mai       |  |  |            | Dänemark   | 0 |  |        |        |
|  | Dänemark          | 3             |  |  | 28. Mai    | 28. Mai    |   |  |        |        |
|  | Chinesisch Taipeh | 1             |  |  | Dänemark   | 3          |   |  |        |        |
|  | 27. Mai           | 27. Mai       |  |  | Indonesien | 1          |   |  |        |        |
|  | Japan             | 2             |  |  |            |            |   |  |        |        |
|  | Indonesien        | 3             |  |  |            |            |   |  |        |        |

## Gruppe 2

### Gruppe 2A
| Team       | Pts | Pld | W | L | MF | MA |
| ---------- | --- | --- | - | - | -- | -- |
| Frankreich | 3   | 3   | 3 | 0 | 10 | 5  |
| Hongkong   | 2   | 3   | 2 | 1 | 9  | 6  |
| Ukraine    | 1   | 3   | 1 | 2 | 5  | 10 |
| Polen      | 0   | 3   | 0 | 3 | 6  | 9  |

| 23. Mai 2011 |     |            |
| Frankreich   | 3–2 | Polen      |
| Hongkong     | 4–1 | Ukraine    |
| 25. Mai 2011 |     |            |
| Hongkong     | 3–2 | Polen      |
| Frankreich   | 4–1 | Ukraine    |
| 26. Mai 2011 |     |            |
| Hongkong     | 3–2 | Frankreich |
| Polen        | 2–3 | Ukraine    |

|  | Frankreich | – | Polen |  |

| Baptiste Carême / Audrey Fontaine       | Baptiste Carême / Audrey Fontaine       |  | Robert Mateusiak / Nadieżda Zięba    | 13-21 4-21        |
| Brice Leverdez                          | Brice Leverdez                          |  | Hubert Pączek                        | 21-16 21-19       |
| Pi Hongyan                              | Pi Hongyan                              |  | Anna Narel                           | 21-11 21-7        |
| Baptiste Carême / Matthieu Lo Ying Ping | Baptiste Carême / Matthieu Lo Ying Ping |  | Łukasz Moreń / Wojciech Szkudlarczyk | 21-17 18-21 10-21 |
| Laura Choinet / Audrey Fontaine         | Laura Choinet / Audrey Fontaine         |  | Anna Narel / Martyna Poprzeczko      | 21-17 21-8        |

|  | Hongkong | – | Ukraine |  |

| Chan Tsz Kit / Lo Lok Kei    | Chan Tsz Kit / Lo Lok Kei    |  | Vitaily Konov / Dmytro Zavadsky | 21-16 21-18      |
| Yip Pui Yin                  | Yip Pui Yin                  |  | Elena Prus                      | 21-8 21-12       |
| Hu Yun                       | Hu Yun                       |  | Valeriy Atrashchenkov           | 10-21 21-7 19-21 |
| Poon Lok Yan / Tse Ying Suet | Poon Lok Yan / Tse Ying Suet |  | Anna Kobceva / Elena Prus       | 21-9 21-17       |
| Wong Wai Hong / Chau Hoi Wah | Wong Wai Hong / Chau Hoi Wah |  | Dmytro Zavadsky / Larisa Griga  | 21-15 21-10      |

|  | Hongkong | – | Polen |  |

| Chan Tsz Kit / Lo Lok Kei    | Chan Tsz Kit / Lo Lok Kei    |  | Łukasz Moreń / Wojciech Szkudlarczyk   | 21-23 10-21       |
| Chan Tsz Ka                  | Chan Tsz Ka                  |  | Anna Narel                             | 21-10 21-5        |
| Wong Wing Ki                 | Wong Wing Ki                 |  | Hubert Pączek                          | 15-21 21-15 21-17 |
| Poon Lok Yan / Tse Ying Suet | Poon Lok Yan / Tse Ying Suet |  | Anna Narel / Martyna Poprzeczko        | 21-8 21-13        |
| Wong Wai Hong / Chau Hoi Wah | Wong Wai Hong / Chau Hoi Wah |  | Wojciech Szkudlarczyk / Nadieżda Zięba | 12-21 17-21       |

|  | Frankreich | – | Ukraine |  |

| Baptiste Carême / Audrey Fontaine  | Baptiste Carême / Audrey Fontaine  |  | Valeriy Atrashchenkov / Elena Prus | 22-24 21-13 26-24 |
| Brice Leverdez                     | Brice Leverdez                     |  | Dmytro Zavadsky                    | 23-25 14-21       |
| Pi Hongyan                         | Pi Hongyan                         |  | Larisa Griga                       | 21-11 21-16       |
| Baptiste Carême / Sylvain Grosjean | Baptiste Carême / Sylvain Grosjean |  | Vitaily Konov / Dmytro Zavadsky    | 21-12 21-12       |
| Laura Choinet / Audrey Fontaine    | Laura Choinet / Audrey Fontaine    |  | Anna Kobceva / Elena Prus          | 21-15 17-21 21-14 |

|  | Hongkong | – | Frankreich |  |

| Wong Wai Hong / Chau Hoi Wah | Wong Wai Hong / Chau Hoi Wah |  | Baptiste Carême / Audrey Fontaine  | 17-21 19-21 |
| Chan Yan Kit                 | Chan Yan Kit                 |  | Brice Leverdez                     | 17-21 13-21 |
| Chan Tsz Kit / Lo Lok Kei    | Chan Tsz Kit / Lo Lok Kei    |  | Baptiste Carême / Sylvain Grosjean | 12-21 21-23 |
| Yip Pui Yin                  | Yip Pui Yin                  |  | Perrine Lebuhanic                  | 21-11 21-13 |
| Poon Lok Yan / Tse Ying Suet | Poon Lok Yan / Tse Ying Suet |  | Laura Choinet / Audrey Fontaine    | 21-12 21-17 |

|  | Polen | – | Ukraine |  |

| Robert Mateusiak / Nadieżda Zięba    | Robert Mateusiak / Nadieżda Zięba    |  | Valeriy Atrashchenkov / Elena Prus      | 21-18 18-21 21-18 |
| Hubert Pączek                        | Hubert Pączek                        |  | Dmytro Zavadsky                         | 5-21 8-21         |
| Anna Narel                           | Anna Narel                           |  | Larisa Griga                            | 15-21 17-21       |
| Łukasz Moreń / Wojciech Szkudlarczyk | Łukasz Moreń / Wojciech Szkudlarczyk |  | Valeriy Atrashchenkov / Dmytro Zavadsky | 21-19 18-21 21-18 |
| Anna Narel / Martyna Poprzeczko      | Anna Narel / Martyna Poprzeczko      |  | Anna Kobceva / Elena Prus               | 10-21 19-21       |

### Gruppe 2B
| Team               | Pts | Pld | W | L | MF | MA |
| ------------------ | --- | --- | - | - | -- | -- |
| Singapur           | 3   | 3   | 3 | 0 | 13 | 2  |
| Kanada             | 2   | 3   | 2 | 1 | 6  | 9  |
| Vereinigte Staaten | 1   | 3   | 1 | 2 | 7  | 8  |
| Niederlande        | 0   | 3   | 0 | 3 | 4  | 11 |

| 24. Mai 2011 |     |                    |
| Kanada       | 0–5 | Singapur           |
| Niederlande  | 1–4 | Vereinigte Staaten |
| 25. Mai 2011 |     |                    |
| Niederlande  | 1–4 | Singapur           |
| Kanada       | 3–2 | Vereinigte Staaten |
| 26. Mai 2011 |     |                    |
| Singapur     | 4–1 | Vereinigte Staaten |
| Niederlande  | 2–3 | Kanada             |

|  | Kanada | – | Singapur |  |

| Adrian Liu / Joycelyn Ko      | Adrian Liu / Joycelyn Ko      |  | Chayut Triyachart / Yao Lei | 14-21 16-21       |
| Stephan Wojcikiewicz          | Stephan Wojcikiewicz          |  | Derek Wong Zi Liang         | 13-21 7-21        |
| Michelle Li                   | Michelle Li                   |  | Gu Juan                     | 17-21 9-21        |
| Adrian Liu / Derrick Ng       | Adrian Liu / Derrick Ng       |  | Liu Yi / Chayut Triyachart  | 21-18 18-21 20-22 |
| Alexandra Bruce / Michelle Li | Alexandra Bruce / Michelle Li |  | Shinta Mulia Sari / Yao Lei | 18-21 17-21       |

|  | Niederlande | – | Vereinigte Staaten |  |

| Jacco Arends / Ilse Vaessen      | Jacco Arends / Ilse Vaessen      |  | Howard Bach / Eva Lee      | 17-21 22-20 17-21 |
| Rune Massing                     | Rune Massing                     |  | Sattawat Pongnairat        | 20-22 21-12 21-16 |
| Jorrit de Ruiter / Dave Khodabux | Jorrit de Ruiter / Dave Khodabux |  | Howard Bach / Tony Gunawan | 8-21 6-21         |
| Patty Stolzenbach                | Patty Stolzenbach                |  | Rena Wang                  | 10-21 13-21       |
| Samantha Barning / Iris Tabeling | Samantha Barning / Iris Tabeling |  | Eva Lee / Grace Peng Yun   | 21-18 16-21 17-21 |

|  | Niederlande | – | Singapur |  |

| Jacco Arends / Ilse Vaessen      | Jacco Arends / Ilse Vaessen      |  | Chayut Triyachart / Yao Lei | 11-21 14-21       |
| Saber Afif                       | Saber Afif                       |  | Derek Wong Zi Liang         | 8-21 4-21         |
| Jorrit de Ruiter / Dave Khodabux | Jorrit de Ruiter / Dave Khodabux |  | Liu Yi / Chayut Triyachart  | 21-11 20-22 23-21 |
| Josephine Wentholt               | Josephine Wentholt               |  | Fu Mingtian                 | 21-18 15-21 6-21  |
| Samantha Barning / Iris Tabeling | Samantha Barning / Iris Tabeling |  | Shinta Mulia Sari / Yao Lei | 12-21 11-21       |

|  | Kanada | – | Vereinigte Staaten |  |

| Adrian Liu / Joycelyn Ko      | Adrian Liu / Joycelyn Ko      |  | Tony Gunawan / Grace Peng Yun | 16-21 15-21      |
| Stephan Wojcikiewicz          | Stephan Wojcikiewicz          |  | Howard Shu                    | 21-19 21-16      |
| Adrian Liu / Derrick Ng       | Adrian Liu / Derrick Ng       |  | Howard Bach / Tony Gunawan    | 6-21 10-21       |
| Phyllis Chan                  | Phyllis Chan                  |  | Rena Wang                     | 21-14 23-21      |
| Alexandra Bruce / Michelle Li | Alexandra Bruce / Michelle Li |  | Eva Lee / Grace Peng Yun      | 16-21 21-15 21-9 |

|  | Singapur | – | Vereinigte Staaten |  |

| Chayut Triyachart / Yao Lei   | Chayut Triyachart / Yao Lei   |  | Tony Gunawan / Grace Peng Yun | 23-21 17-21 21-17 |
| Ashton Chen Yong Zhao         | Ashton Chen Yong Zhao         |  | Sattawat Pongnairat           | 21-13 21-14       |
| Liu Yi / Terry Yeo Zhao Jiang | Liu Yi / Terry Yeo Zhao Jiang |  | Howard Bach / Tony Gunawan    | 10-21 13-21       |
| Gu Juan                       | Gu Juan                       |  | Kuei Ya Chen                  | 21-10 21-10       |
| Shinta Mulia Sari / Yao Lei   | Shinta Mulia Sari / Yao Lei   |  | Eva Lee / Rena Wang           | 21-12 21-12       |

|  | Niederlande | – | Kanada |  |

| Dave Khodabux / Samantha Barning | Dave Khodabux / Samantha Barning |  | Derrick Ng / Phyllis Chan     | 21-12 21-10       |
| Rune Massing                     | Rune Massing                     |  | Stephan Wojcikiewicz          | 16-21 17-21       |
| Jorrit de Ruiter / Dave Khodabux | Jorrit de Ruiter / Dave Khodabux |  | Adrian Liu / Derrick Ng       | 21-16 14-21 16-21 |
| Patty Stolzenbach                | Patty Stolzenbach                |  | Joycelyn Ko                   | 21-19 21-9        |
| Samantha Barning / Iris Tabeling | Samantha Barning / Iris Tabeling |  | Alexandra Bruce / Michelle Li | 18-21 18-21       |

### Playoffs
| 27. Mai 2011 | Frankreich | 1–3 | Singapur           | 13./14. Platz |
|              | Hongkong   | 3–2 | Kanada             | 15./16. Platz |
|              | Ukraine    | 3–2 | Vereinigte Staaten | 17./18. Platz |
|              | Polen      | 3–2 | Niederlande        | 19./20. Platz |

|  | Frankreich | – | Singapur |  |

| Baptiste Carême / Audrey Fontaine  | Baptiste Carême / Audrey Fontaine  |  | Chayut Triyachart / Yao Lei              | 9-21 9-21         |
| Matthieu Lo Ying Ping              | Matthieu Lo Ying Ping              |  | Derek Wong Zi Liang                      | 16-21 21-23       |
| Baptiste Carême / Sylvain Grosjean | Baptiste Carême / Sylvain Grosjean |  | Chayut Triyachart / Terry Yeo Zhao Jiang | 21-14 19-21 21-15 |
| Pi Hongyan                         | Pi Hongyan                         |  | Gu Juan                                  | 19-21 21-16 12-21 |
| Laura Choinet / Audrey Fontaine    | Laura Choinet / Audrey Fontaine    |  | Shinta Mulia Sari / Yao Lei              |                   |

|  | Hongkong | – | Kanada |  |

| Chan Tsz Kit / Lo Lok Kei    | Chan Tsz Kit / Lo Lok Kei    |  | Adrian Liu / Derrick Ng       | 19-21 17-21 |
| Chan Tsz Ka                  | Chan Tsz Ka                  |  | Michelle Li                   | 15-21 20-22 |
| Chan Yan Kit                 | Chan Yan Kit                 |  | Stephan Wojcikiewicz          | 21-11 21-12 |
| Poon Lok Yan / Tse Ying Suet | Poon Lok Yan / Tse Ying Suet |  | Alexandra Bruce / Michelle Li | 21-13 21-17 |
| Wong Wai Hong / Chau Hoi Wah | Wong Wai Hong / Chau Hoi Wah |  | Adrian Liu / Joycelyn Ko      | 21-7 21-10  |

|  | Ukraine | – | Vereinigte Staaten |  |

| Valeriy Atrashchenkov / Elena Prus | Valeriy Atrashchenkov / Elena Prus |  | Howard Bach / Eva Lee      | 20-22 21-15 25-27 |
| Dmytro Zavadsky                    | Dmytro Zavadsky                    |  | Howard Shu                 | 21-16 21-17       |
| Larisa Griga                       | Larisa Griga                       |  | Rena Wang                  | 21-19 21-18       |
| Vitaily Konov / Dmytro Zavadsky    | Vitaily Konov / Dmytro Zavadsky    |  | Howard Bach / Tony Gunawan | 16-21 16-21       |
| Anna Kobceva / Elena Prus          | Anna Kobceva / Elena Prus          |  | Eva Lee / Grace Peng Yun   | 27-25 19-21 23-21 |

|  | Polen | – | Niederlande |  |

| Łukasz Moreń / Wojciech Szkudlarczyk | Łukasz Moreń / Wojciech Szkudlarczyk |  | Jacco Arends / Dave Khodabux       | 21-19 21-16       |
| Anna Narel                           | Anna Narel                           |  | Patty Stolzenbach                  | 14-21 10-21       |
| Hubert Pączek                        | Hubert Pączek                        |  | Saber Afif                         | 22-20 10-21 21-13 |
| Anna Narel / Martyna Poprzeczko      | Anna Narel / Martyna Poprzeczko      |  | Iris Tabeling / Josephine Wentholt | 11-21 21-17 10-21 |
| Łukasz Moreń / Nadieżda Zięba        | Łukasz Moreń / Nadieżda Zięba        |  | Dave Khodabux / Samantha Barning   | 14-21 22-20 21-16 |

## Gruppe 3

### Gruppe 3A
| Team       | Pts | Pld | W | L | MF | MA |
| ---------- | --- | --- | - | - | -- | -- |
| Australien | 3   | 3   | 3 | 0 | 13 | 2  |
| Tschechien | 2   | 3   | 2 | 1 | 9  | 6  |
| Peru       | 1   | 3   | 1 | 2 | 7  | 8  |
| Slowakei   | 0   | 3   | 0 | 3 | 1  | 14 |

| 22. Mai 2011 |     |            |
| Peru         | 4–1 | Slowakei   |
| Tschechien   | 0–5 | Australien |
| 24. Mai 2011 |     |            |
| Peru         | 2–3 | Australien |
| Tschechien   | 5–0 | Slowakei   |
| 25. Mai 2011 |     |            |
| Peru         | 1–4 | Tschechien |
| 26. Mai 2011 |     |            |
| Australien   | 5–0 | Slowakei   |

|  | Tschechien | – | Australien |  |

| Jakub Bitman / Alžběta Bášová  | Jakub Bitman / Alžběta Bášová  |  | Raj Veeran / Renuga Veeran  | 21-23 17-21 |
| Petr Koukal                    | Petr Koukal                    |  | Nicholas Kidd               | 17-21 18-21 |
| Lucie Havlová                  | Lucie Havlová                  |  | Victoria Na                 | 12-21 9-21  |
| Jakub Bitman / Tomáš Kopřiva   | Jakub Bitman / Tomáš Kopřiva   |  | Ross Smith / Glenn Warfe    | 19-21 13-21 |
| Alžběta Bášová / Lucie Havlová | Alžběta Bášová / Lucie Havlová |  | Leanne Choo / Renuga Veeran | 15-21 5-21  |

|  | Peru | – | Slowakei |  |

| Rodrigo Pacheco / Claudia Rivero  | Rodrigo Pacheco / Claudia Rivero  |  | Marián Šulko / Jana Čižnárová     | 21-6 21-13        |
| Cristina Aicardi                  | Cristina Aicardi                  |  | Monika Fašungová                  | 17-21 21-19 13-21 |
| Rodrigo Pacheco                   | Rodrigo Pacheco                   |  | Michal Matejka                    | 21-16 21-13       |
| Cristina Aicardi / Claudia Rivero | Cristina Aicardi / Claudia Rivero |  | Jana Čižnárová / Monika Fašungová | 21-9 21-14        |
| Mario Cuba / Martín del Valle     | Mario Cuba / Martín del Valle     |  | Michal Matejka / Marián Šulko     | 21-19 21-15       |

|  | Tschechien | – | Slowakei |  |

| Jakub Bitman / Alžběta Bášová  | Jakub Bitman / Alžběta Bášová  |  | Michal Matejka / Jana Čižnárová   | 21-12 21-18 |
| Lucie Havlová                  | Lucie Havlová                  |  | Monika Fašungová                  | 21-19 21-16 |
| Petr Koukal                    | Petr Koukal                    |  | Marián Šulko                      | 21-10 23-21 |
| Alžběta Bášová / Lucie Havlová | Alžběta Bášová / Lucie Havlová |  | Jana Čižnárová / Monika Fašungová | 21-15 21-13 |
| Jakub Bitman / Tomáš Kopřiva   | Jakub Bitman / Tomáš Kopřiva   |  | Michal Matejka / Marián Šulko     | 21-16 21-7  |

|  | Peru | – | Australien |  |

| Martín del Valle / Alejandra Monteverde | Martín del Valle / Alejandra Monteverde |  | Raj Veeran / Renuga Veeran  | 4-21 9-21   |
| Rodrigo Pacheco                         | Rodrigo Pacheco                         |  | Nicholas Kidd               | 21-18 26-24 |
| Claudia Rivero                          | Claudia Rivero                          |  | Victoria Na                 | 21-11 21-16 |
| Mario Cuba / Martín del Valle           | Mario Cuba / Martín del Valle           |  | Ross Smith / Glenn Warfe    | 12-21 17-21 |
| Cristina Aicardi / Claudia Rivero       | Cristina Aicardi / Claudia Rivero       |  | Leanne Choo / Renuga Veeran | 6-21 6-21   |

|  | Peru | – | Tschechien |  |

| Mario Cuba / Lorena Duany          | Mario Cuba / Lorena Duany          |  | Jakub Bitman / Alžběta Bášová  | 22-20 17-21 14-21 |
| Rodrigo Pacheco                    | Rodrigo Pacheco                    |  | Petr Koukal                    | 21-16 10-21 22-24 |
| Claudia Rivero                     | Claudia Rivero                     |  | Lucie Havlová                  | 22-20 21-15       |
| Martín del Valle / Rodrigo Pacheco | Martín del Valle / Rodrigo Pacheco |  | Jakub Bitman / Tomáš Kopřiva   | 16-21 15-21       |
| Cristina Aicardi / Claudia Rivero  | Cristina Aicardi / Claudia Rivero  |  | Alžběta Bášová / Lucie Havlová | 21-13 23-25 15-21 |

|  | Australien | – | Slowakei |  |

| Raj Veeran / Renuga Veeran  | Raj Veeran / Renuga Veeran  |  | Marián Šulko / Jana Čižnárová     | 21-6 21-8   |
| Nicholas Kidd               | Nicholas Kidd               |  | Michal Matejka                    | 21-9 21-12  |
| Victoria Na                 | Victoria Na                 |  | Monika Fašungová                  | 21-10 21-16 |
| Ross Smith / Glenn Warfe    | Ross Smith / Glenn Warfe    |  | Michal Matejka / Marián Šulko     | 21-9 21-7   |
| Leanne Choo / Renuga Veeran | Leanne Choo / Renuga Veeran |  | Jana Čižnárová / Monika Fašungová | 21-5 21-7   |

### Gruppe 3B
| Team      | Pts | Pld | W | L | MF | MA |
| --------- | --- | --- | - | - | -- | -- |
| Schweden  | 3   | 3   | 3 | 0 | 12 | 3  |
| Vietnam   | 2   | 3   | 2 | 1 | 12 | 3  |
| Südafrika | 1   | 3   | 1 | 2 | 4  | 11 |
| Bulgarien | 0   | 3   | 0 | 3 | 2  | 13 |

| 22. Mai 2011 |     |           |
| Bulgarien    | 1–4 | Südafrika |
| Vietnam      | 2–3 | Schweden  |
| 24. Mai 2011 |     |           |
| Bulgarien    | 1–4 | Schweden  |
| Vietnam      | 5–0 | Südafrika |
| 25. Mai 2011 |     |           |
| Schweden     | 5–0 | Südafrika |
| 26. Mai 2011 |     |           |
| Bulgarien    | 0–5 | Vietnam   |

|  | Bulgarien | – | Südafrika |  |

| Krasimir Jankov                      | Krasimir Jankov                      |  | Jacob Maliekal                    | 21-12 21-16       |
| Dimitria Popstoikova                 | Dimitria Popstoikova                 |  | Kerry-Lee Harrington              | 18-21 21-19 19-21 |
| Peyo Boichinov / Krasimir Jankov     | Peyo Boichinov / Krasimir Jankov     |  | Dorian James / Willem Viljoen     | 20-22 18-21       |
| Bistra Maneva / Dimitria Popstoikova | Bistra Maneva / Dimitria Popstoikova |  | Michelle Edwards / Annari Viljoen | 21-10 15-21 18-21 |
| Peyo Boichinov / Bistra Maneva       | Peyo Boichinov / Bistra Maneva       |  | Enrico James / Stacey Doubell     | 16-21 15-21       |

|  | Vietnam | – | Schweden |  |

| Bùi Bằng Đức / Đào Mạnh Thắng      | Bùi Bằng Đức / Đào Mạnh Thắng      |  | Oscar Kruse / Jonathan Nordh       | 18-21 23-25 |
| Vũ Thị Trang                       | Vũ Thị Trang                       |  | Amanda Högström                    | 21-16 21-16 |
| Nguyễn Tiến Minh                   | Nguyễn Tiến Minh                   |  | Henri Hurskainen                   | 22-20 21-15 |
| Nguyễn Thị Sen / Vũ Thị Trang      | Nguyễn Thị Sen / Vũ Thị Trang      |  | Emelie Lennartsson / Emma Wengberg | 9-21 15-21  |
| Đào Mạnh Thắng / Thái Thị Hồng Gấm | Đào Mạnh Thắng / Thái Thị Hồng Gấm |  | Jonathan Nordh / Amanda Högström   | 16-21 17-21 |

|  | Bulgarien | – | Schweden |  |

| Krasimir Jankov / Bistra Maneva      | Krasimir Jankov / Bistra Maneva      |  | Jonathan Nordh / Amanda Högström   | 9-21 10-21        |
| Peyo Boichinov                       | Peyo Boichinov                       |  | Henri Hurskainen                   | 18-21 10-21       |
| Dimitria Popstoikova                 | Dimitria Popstoikova                 |  | Emelie Lennartsson                 | 21-13 16-21 21-15 |
| Peyo Boichinov / Iwan Russew         | Peyo Boichinov / Iwan Russew         |  | Oscar Kruse / Jonathan Nordh       | 12-21 15-21       |
| Bistra Maneva / Dimitria Popstoikova | Bistra Maneva / Dimitria Popstoikova |  | Emelie Lennartsson / Emma Wengberg | 16-21 9-21        |

|  | Vietnam | – | Südafrika |  |

| Bùi Bằng Đức / Thái Thị Hồng Gấm | Bùi Bằng Đức / Thái Thị Hồng Gấm |  | Willem Viljoen / Annari Viljoen   | 17-21 26-24 21-17 |
| Nguyễn Tiến Minh                 | Nguyễn Tiến Minh                 |  | Jacob Maliekal                    | 21-5 21-8         |
| Vũ Thị Trang                     | Vũ Thị Trang                     |  | Stacey Doubell                    | 21-10 21-16       |
| Bùi Bằng Đức / Đào Mạnh Thắng    | Bùi Bằng Đức / Đào Mạnh Thắng    |  | Dorian James / Willem Viljoen     | 21-16 12-21 23-21 |
| Nguyễn Thị Sen / Vũ Thị Trang    | Nguyễn Thị Sen / Vũ Thị Trang    |  | Michelle Edwards / Annari Viljoen | 21-11 21-19       |

|  | Schweden | – | Südafrika |  |

| Henri Hurskainen / Amanda Högström | Henri Hurskainen / Amanda Högström |  | Dorian James / Michelle Edwards   | 21-15 21-14 |
| Mattias Wigardt                    | Mattias Wigardt                    |  | Willem Viljoen                    | 21-15 21-15 |
| Emma Wengberg                      | Emma Wengberg                      |  | Kerry-Lee Harrington              | 21-12 21-13 |
| Oscar Kruse / Jonathan Nordh       | Oscar Kruse / Jonathan Nordh       |  | Enrico James / Willem Viljoen     | 21-11 21-14 |
| Emelie Lennartsson / Emma Wengberg | Emelie Lennartsson / Emma Wengberg |  | Michelle Edwards / Annari Viljoen | 21-8 21-8   |

|  | Bulgarien | – | Vietnam |  |

| Peyo Boichinov / Bistra Maneva       | Peyo Boichinov / Bistra Maneva       |  | Bùi Bằng Đức / Thái Thị Hồng Gấm | 15-21 14-21       |
| Iwan Russew                          | Iwan Russew                          |  | Nguyễn Tiến Minh                 | 10-21 6-21        |
| Dimitria Popstoikova                 | Dimitria Popstoikova                 |  | Vũ Thị Trang                     | 21-12 10-21 12-21 |
| Peyo Boichinov / Krasimir Jankov     | Peyo Boichinov / Krasimir Jankov     |  | Bùi Bằng Đức / Đào Mạnh Thắng    | 20-22 24-26       |
| Bistra Maneva / Dimitria Popstoikova | Bistra Maneva / Dimitria Popstoikova |  | Nguyễn Thị Sen / Vũ Thị Trang    | 9-21 10-21        |

### Playoffs
| 27. Mai 2011 | Australien | 2–3  | Schweden  | 21./22. Platz |
|              | Tschechien | w.o. | Vietnam   | 23./24. Platz |
|              | Peru       | 2–3  | Südafrika | 25./26. Platz |
|              | Slowakei   | 1–3  | Bulgarien | 27./28. Platz |

|  | Australien | – | Schweden |  |

| Raj Veeran / Renuga Veeran  | Raj Veeran / Renuga Veeran  |  | Jonathan Nordh / Emma Wengberg     | 21-17 14-21 21-13 |
| Nicholas Kidd               | Nicholas Kidd               |  | Henri Hurskainen                   | 18-21 12-21       |
| Ross Smith / Glenn Warfe    | Ross Smith / Glenn Warfe    |  | Oscar Kruse / Jonathan Nordh       | 21-19 19-21 21-19 |
| Victoria Na                 | Victoria Na                 |  | Amanda Högström                    | 21-19 22-24 18-21 |
| Leanne Choo / Renuga Veeran | Leanne Choo / Renuga Veeran |  | Emelie Lennartsson / Emma Wengberg | 16-21 19-21       |

|  | Peru | – | Südafrika |  |

| Rodrigo Pacheco                   | Rodrigo Pacheco                   |  | Enrico James                      | 21-11 21-7  |
| Cristina Aicardi                  | Cristina Aicardi                  |  | Stacey Doubell                    | 21-15 22-20 |
| Mario Cuba / Martín del Valle     | Mario Cuba / Martín del Valle     |  | Dorian James / Willem Viljoen     | 19-21 10-21 |
| Cristina Aicardi / Claudia Rivero | Cristina Aicardi / Claudia Rivero |  | Michelle Edwards / Annari Viljoen | 13-21 13-21 |
| Rodrigo Pacheco / Claudia Rivero  | Rodrigo Pacheco / Claudia Rivero  |  | Willem Viljoen / Annari Viljoen   | 18-21 16-21 |

|  | Slowakei | – | Bulgarien |  |

| Michal Matejka / Jana Čižnárová   | Michal Matejka / Jana Čižnárová   |  | Peyo Boichinov / Dimitria Popstoikova | 14-21 13-21       |
| Marián Šulko                      | Marián Šulko                      |  | Krasimir Jankov                       | 10-21 21-19 15-21 |
| Monika Fašungová                  | Monika Fašungová                  |  | Bistra Maneva                         | 21-10 21-12       |
| Michal Matejka / Marián Šulko     | Michal Matejka / Marián Šulko     |  | Peyo Boichinov / Krasimir Jankov      | 12-21 16-21       |
| Jana Čižnárová / Monika Fašungová | Jana Čižnárová / Monika Fašungová |  | Bistra Maneva / Dimitria Popstoikova  |                   |

## Gruppe 4
| Team        | Pts | Pld | W | L | MF | MA |
| ----------- | --- | --- | - | - | -- | -- |
| Sri Lanka   | 4   | 4   | 4 | 0 | 17 | 3  |
| Philippinen | 3   | 4   | 3 | 1 | 14 | 6  |
| Island      | 2   | 4   | 2 | 2 | 13 | 7  |
| Israel      | 1   | 4   | 1 | 3 | 6  | 14 |
| Seychellen  | 0   | 4   | 0 | 4 | 0  | 20 |

| 22. Mai 2011 |     |             |
| Philippinen  | 5–0 | Israel      |
| Sri Lanka    | 5–0 | Seychellen  |
| 23. Mai 2011 |     |             |
| Sri Lanka    | 5–0 | Israel      |
| Island       | 5–0 | Seychellen  |
| 24. Mai 2011 |     |             |
| Philippinen  | 5–0 | Seychellen  |
| Sri Lanka    | 3–2 | Island      |
| 25. Mai 2011 |     |             |
| Israel       | 5–0 | Seychellen  |
| Philippinen  | 3–2 | Island      |
| 26. Mai 2011 |     |             |
| Sri Lanka    | 4–1 | Philippinen |
| Island       | 4–1 | Israel      |

|  | Philippinen | – | Israel |  |

| Peter Gabriel Magnaye / Paul Jefferson Vivas       | Peter Gabriel Magnaye / Paul Jefferson Vivas       |  | Alexander Bass / Vladislav Chislov   | 21-9 21-19        |
| Malvinne Ann Venice Alcala                         | Malvinne Ann Venice Alcala                         |  | Alina Pugach                         | 21-13 21-12       |
| Antonino Benjamin Gadi                             | Antonino Benjamin Gadi                             |  | Misha Zilberman                      | 12-21 21-19 21-17 |
| Gelita Castilo / Dia Nicole Magno                  | Gelita Castilo / Dia Nicole Magno                  |  | Alina Pugach / Rotem Romano          | 21-8 21-7         |
| Peter Gabriel Magnaye / Malvinne Ann Venice Alcala | Peter Gabriel Magnaye / Malvinne Ann Venice Alcala |  | Misha Zilberman / Svetlana Zilberman | 21-18 23-21       |

|  | Sri Lanka | – | Seychellen |  |

| Dinuka Karunaratne / Upuli Samanthika Weerasinghe         | Dinuka Karunaratne / Upuli Samanthika Weerasinghe         |  | Georgie Cupidon / Cynthia Course   | 21-16 21-16 |
| Niluka Karunaratne                                        | Niluka Karunaratne                                        |  | Kervin Ghislain                    | 21-3 21-14  |
| Achini Nimeshika Ratnasiri                                | Achini Nimeshika Ratnasiri                                |  | Alisen Camille                     | 21-13 21-16 |
| Dinuka Karunaratne / Niluka Karunaratne                   | Dinuka Karunaratne / Niluka Karunaratne                   |  | Georgie Cupidon / Steve Malcouzane | 21-18 21-15 |
| Achini Nimeshika Ratnasiri / Upuli Samanthika Weerasinghe | Achini Nimeshika Ratnasiri / Upuli Samanthika Weerasinghe |  | Alisen Camille / Cynthia Course    | 21-10 21-12 |

|  | Sri Lanka | – | Israel |  |

| Dinuka Karunaratne / Upuli Samanthika Weerasinghe         | Dinuka Karunaratne / Upuli Samanthika Weerasinghe         |  | Vladislav Chislov / Alina Pugach   | 21-17 21-11 |
| Niluka Karunaratne                                        | Niluka Karunaratne                                        |  | Misha Zilberman                    | 21-16 21-12 |
| Achini Nimeshika Ratnasiri                                | Achini Nimeshika Ratnasiri                                |  | Rotem Romano                       | 21-5 21-3   |
| Dinuka Karunaratne / Niluka Karunaratne                   | Dinuka Karunaratne / Niluka Karunaratne                   |  | Alexander Bass / Vladislav Chislov | 21-15 21-19 |
| Achini Nimeshika Ratnasiri / Upuli Samanthika Weerasinghe | Achini Nimeshika Ratnasiri / Upuli Samanthika Weerasinghe |  | Alina Pugach / Rotem Romano        | 21-10 21-9  |

|  | Island | – | Seychellen |  |

| Magnús Ingi Helgason / Snjólaug Jóhannsdóttir | Magnús Ingi Helgason / Snjólaug Jóhannsdóttir |  | Georgie Cupidon / Alisen Camille  | 21-19 21-19 |
| Atli Jóhannesson                              | Atli Jóhannesson                              |  | Steve Malcouzane                  | 21-9 21-14  |
| Tinna Helgadóttir                             | Tinna Helgadóttir                             |  | Cynthia Course                    | 21-10 22-20 |
| Magnús Ingi Helgason / Helgi Jóhannesson      | Magnús Ingi Helgason / Helgi Jóhannesson      |  | Georgie Cupidon / Kervin Ghislain | 21-11 21-14 |
| Ragna Ingólfsdóttir / Snjólaug Jóhannsdóttir  | Ragna Ingólfsdóttir / Snjólaug Jóhannsdóttir  |  | Alisen Camille / Cynthia Course   | 21-8 21-11  |

|  | Sri Lanka | – | Island |  |

| Dinuka Karunaratne / Upuli Samanthika Weerasinghe         | Dinuka Karunaratne / Upuli Samanthika Weerasinghe         |  | Magnús Ingi Helgason / Tinna Helgadóttir | 21-10 12-21 21-8  |
| Niluka Karunaratne                                        | Niluka Karunaratne                                        |  | Atli Jóhannesson                         | 21-17 21-16       |
| Achini Nimeshika Ratnasiri                                | Achini Nimeshika Ratnasiri                                |  | Ragna Ingólfsdóttir                      | 15-21 6-21        |
| Dinuka Karunaratne / Niluka Karunaratne                   | Dinuka Karunaratne / Niluka Karunaratne                   |  | Magnús Ingi Helgason / Helgi Jóhannesson | 21-19 13-21 21-17 |
| Achini Nimeshika Ratnasiri / Upuli Samanthika Weerasinghe | Achini Nimeshika Ratnasiri / Upuli Samanthika Weerasinghe |  | Tinna Helgadóttir / Ragna Ingólfsdóttir  | 17-21 7-21        |

|  | Philippinen | – | Seychellen |  |

| Peter Gabriel Magnaye / Cheska Bermejo  | Peter Gabriel Magnaye / Cheska Bermejo  |  | Georgie Cupidon / Cynthia Course   | 21-14 21-14 |
| Antonino Benjamin Gadi                  | Antonino Benjamin Gadi                  |  | Steve Malcouzane                   | 21-8 21-10  |
| Malvinne Ann Venice Alcala              | Malvinne Ann Venice Alcala              |  | Alisen Camille                     | 21-8 21-4   |
| Aries Delos Santos / Gabriel Villanueva | Aries Delos Santos / Gabriel Villanueva |  | Georgie Cupidon / Steve Malcouzane | 25-23 21-14 |
| Bianca Carlos / Gelita Castilo          | Bianca Carlos / Gelita Castilo          |  | Alisen Camille / Cynthia Course    | 21-12 23-21 |

|  | Israel | – | Seychellen |  |

| Misha Zilberman / Svetlana Zilberman | Misha Zilberman / Svetlana Zilberman |  | Kervin Ghislain / Alisen Camille   | 21-8 21-12  |
| Alina Pugach                         | Alina Pugach                         |  | Cynthia Course                     | 21-15 21-15 |
| Misha Zilberman                      | Misha Zilberman                      |  | Steve Malcouzane                   | 21-15 21-9  |
| Alina Pugach / Svetlana Zilberman    | Alina Pugach / Svetlana Zilberman    |  | Alisen Camille / Cynthia Course    | 21-11 21-13 |
| Alexander Bass / Vladislav Chislov   | Alexander Bass / Vladislav Chislov   |  | Kervin Ghislain / Steve Malcouzane | 21-17 21-11 |

|  | Philippinen | – | Island |  |

| Paul Jefferson Vivas / Gelita Castilo        | Paul Jefferson Vivas / Gelita Castilo        |  | Helgi Jóhannesson / Tinna Helgadóttir    | 21-15 13-21 17-21 |
| Antonino Benjamin Gadi                       | Antonino Benjamin Gadi                       |  | Atli Jóhannesson                         | 21-16 21-11       |
| Malvinne Ann Venice Alcala                   | Malvinne Ann Venice Alcala                   |  | Ragna Ingólfsdóttir                      | 19-21 11-21       |
| Philip Joper Escueta / Peter Gabriel Magnaye | Philip Joper Escueta / Peter Gabriel Magnaye |  | Magnús Ingi Helgason / Helgi Jóhannesson | 21-14 18-21 21-17 |
| Malvinne Ann Venice Alcala / Gelita Castilo  | Malvinne Ann Venice Alcala / Gelita Castilo  |  | Tinna Helgadóttir / Ragna Ingólfsdóttir  | 21-18 14-21 21-15 |

|  | Sri Lanka | – | Philippinen |  |

| Dinuka Karunaratne / Upuli Samanthika Weerasinghe         | Dinuka Karunaratne / Upuli Samanthika Weerasinghe         |  | Peter Gabriel Magnaye / Malvinne Ann Venice Alcala | 21-18 21-19       |
| Niluka Karunaratne                                        | Niluka Karunaratne                                        |  | Antonino Benjamin Gadi                             | 21-12 21-17       |
| Achini Nimeshika Ratnasiri                                | Achini Nimeshika Ratnasiri                                |  | Bianca Carlos                                      | 21-11 21-13       |
| Dinuka Karunaratne / Niluka Karunaratne                   | Dinuka Karunaratne / Niluka Karunaratne                   |  | Peter Gabriel Magnaye / Paul Jefferson Vivas       | 22-20 21-17       |
| Achini Nimeshika Ratnasiri / Upuli Samanthika Weerasinghe | Achini Nimeshika Ratnasiri / Upuli Samanthika Weerasinghe |  | Malvinne Ann Venice Alcala / Gelita Castilo        | 19-21 21-17 24-26 |

|  | Island | – | Israel |  |

| Atli Jóhannesson                             | Atli Jóhannesson                             |  | Misha Zilberman                      | 9-21 7-21         |
| Ragna Ingólfsdóttir                          | Ragna Ingólfsdóttir                          |  | Alina Pugach                         | 21-10 21-8        |
| Magnús Ingi Helgason / Helgi Jóhannesson     | Magnús Ingi Helgason / Helgi Jóhannesson     |  | Alexander Bass / Vladislav Chislov   | 21-19 19-21 21-16 |
| Ragna Ingólfsdóttir / Snjólaug Jóhannsdóttir | Ragna Ingólfsdóttir / Snjólaug Jóhannsdóttir |  | Alina Pugach / Svetlana Zilberman    | 21-18 21-16       |
| Helgi Jóhannesson / Tinna Helgadóttir        | Helgi Jóhannesson / Tinna Helgadóttir        |  | Misha Zilberman / Svetlana Zilberman | 21-13 21-12       |

## Endstand
| 1. China 2. Dänemark 3. Indonesien Südkorea 4. Chinesisch Taipeh Indien Japan Malaysia 5. England Deutschland Russland Thailand | 1. Singapur 2. Frankreich 3. Hongkong 4. Kanada 5. Ukraine 6. Vereinigte Staaten 7. Polen 8. Niederlande | 1. Schweden 2. Australien 3. Vietnam 4. Tschechien 5. Südafrika 6. Peru 7. Bulgarien 8. Slowakei | 1. Sri Lanka 2. Philippinen 3. Island 4. Israel 5. Seychellen |